# Tiemen Brouwer
Tiemen Brouwer (ur. 19 grudnia 1916 w Ellecom w gminie Rheden, zm. 18 kwietnia 1977 w Leiderdorp) – holenderski polityk i działacz rolniczy, deputowany krajowy i europejski, w 1973 minister rolnictwa i rybołówstwa.

## Życiorys
Pochodził z rodziny protestanckiej, po ślubie przyjął katolicyzm. Po ukończeniu w 1934 szkoły kształcił się w zawodzie urzędnika. Następnie w 1945 ukończył gimnazjum, a w 1950 prawo publiczne na Katolickim Uniwersytecie w Nijmegen. Od 1934 zatrudniony w urzędzie gminy Huissen, gdzie od 1950 do 1951 był sekretarzem. Następnie przeszedł do pracy w katolickim stowarzyszeniu rolników i ogrodników KNVB, w którym pełnił funkcję sekretarza generalnego (1951–1966).
Wstąpił do Katolickiej Partii Ludowej, był skarbnikiem frakcji partyjnej i przedstawicielem prawicowego, zielonego skrzydła KVP. W latach 1959–1973 deputowany Tweede Kamer, od maja 1967 do maja 1973 oddelegowany do Parlamentu Europejskiego. W latach 1966–1970 zasiadał w radzie prowincji Holandia Południowa. W maju 1973 został ministrem rolnictwa w rządzie Joopa den Uyla. Zrezygnował ze stanowiska i aktywności politycznej z dniem 1 listopada 1973 ze względu na pogarszający się stan zdrowia.

## Odznaczenia
Odznaczony Orderem Oranje-Nassau IV klasy (1962) i Orderem Lwa Niderlandzkiego III klasy (1970) i II klasy (1973).